# Jeremy Piven
Jeremy Samuel Piven (Manhattan, 26 de julho de 1965) é um ator e produtor de cinema americano, conhecido por sua interpretação do personagem Ari Gold na série de televisão Entourage, pela qual venceu um Globo de Ouro e três Emmys, além de receber diversas indicações para o prêmio de melhor ator coadjuvante.

## Biografia
Piven nasceu em Manhattan, Nova York, e cresceu em Evanston, Illinois, um subúrbio a norte de Chicago. Foi criado numa família judaica. Após concluir seus estudos na escola secundária local, frequentou o Acampamento Teatral Harand, em Elkhart Lake, ainda adolescente; lá, interpretou o personagem Bernardo no musical West Side Story. Em Illinois, estudou no Piven Theatre Workshop, fundada por seus pais, Byrne Piven e Joyce Piven, ambos atores e professores de drama. Também frequentou a Universidade Drake em Des Moines, Iowa, e é um membro da fraternidade Pi Kappa Alpha. Passou um semestre no Instituto Nacional do Teatro, em Waterford, Connecticut. Atuou em diversos filmes com John Cusack, que também é de Evanston e estudou no Piven Theatre Workshop (bem como as irmãs de Cusack, Joan e Ann). Piven e Cusack já dividiram um apartamento e são amigos desde os tempos de escola.

### Vida pessoal
Piven é filho de judeus de origem russos, e se considera um judeu budista. Estreou um especial no Travel Channel, Jeremy Piven's Journey of a Lifetime, que mostrou sua jornada espiritual pela Índia. Atualmente vive em Malibu, Califórnia.

## Carreira
| Ano  | Título                              | Papel                                     |
| ---- | ----------------------------------- | ----------------------------------------- |
| 1986 | Lucas                               | Spike                                     |
| 1986 | One Crazy Summer                    | Ty                                        |
| 1989 | Say Anything...                     | Mark                                      |
| 1990 | The Grifters                        | Marinheiro – calouro                      |
| 1990 | White Palace                        | Kahn                                      |
| 1992 | The Player                          | Steve Reeves                              |
| 1992 | Bob Roberts                         | Vendedor de velas                         |
| 1992 | Singles                             | Doug Hughley                              |
| 1992 | There Goes The Neighborhood         | Albert Lodge                              |
| 1993 | Twenty Bucks                        | Atendente nervoso da loja de conveniência |
| 1993 | Judgment Night                      | Ray Cochran                               |
| 1994 | Floundering                         | Guy                                       |
| 1994 | Car 54, Where Are You?              | Herbert Hortz                             |
| 1994 | Twogether                           | Arnie                                     |
| 1994 | PCU                                 | James "Droz" Andrews                      |
| 1995 | Miami Rhapsody                      | Mitchell                                  |
| 1995 | Dr. Jekyll and Ms. Hyde             | Peter Walston                             |
| 1995 | Heat                                | Dr. Bob                                   |
| 1996 | Larger Than Life                    | Walter                                    |
| 1996 | E=mc2 (Wavelength)                  | Prof. Paul Higgins                        |
| 1996 | Layin Low                           | Jerry Muckler                             |
| 1997 | Just Write                          | Harold McMurphy                           |
| 1997 | Grosse Pointe Blank                 | Paul Spericki                             |
| 1997 | Kiss the Girls                      | Henry Castillo, LAPD                      |
| 1998 | Music from Another Room             | Billy Swan                                |
| 1998 | Phoenix                             | Fred Shuster                              |
| 1998 | Very Bad Things                     | Michael Berkow                            |
| 2000 | The Crew                            | Det. Steve Menteer                        |
| 2000 | The Family Man                      | Arnie                                     |
| 2001 | Serendipity                         | Dean Kansky                               |
| 2001 | Rush Hour 2                         | Vendedor da Versace                       |
| 2001 | Black Hawk Down                     | Clifton "Elvis" Wolcott                   |
| 2002 | Highway                             | Scawldy                                   |
| 2003 | Old School                          | Diretor Gordon "Cheese" Pritchard         |
| 2003 | Runaway Jury                        | Lawrence Green                            |
| 2003 | Scary Movie 3                       | Ross Giggins                              |
| 2004 | Chasing Liberty                     | Alan Weiss                                |
| 2005 | Two for the Money                   | Jerry                                     |
| 2005 | Scooby-Doo! in Where's My Mummy?    | Rock Rivers                               |
| 2006 | Keeping Up with the Steins          | Adam Fiedler                              |
| 2006 | Smokin' Aces                        | Buddy "Aces" Israel                       |
| 2006 | Cars                                | Harv                                      |
| 2007 | The Kingdom                         | Damon Schmidt                             |
| 2008 | RocknRolla                          | Roman                                     |
| 2009 | The Goods: Live Hard, Sell Hard     | Don Ready                                 |
| 2011 | I Melt With You                     | Ron                                       |
| 2011 | Spy Kids: All the Time in the World | Timekeeper                                |
| 2012 | The Pirates! Band of Misfits        | Black Bellamy                             |
| 2012 | So Undercover                       |                                           |
| 2014 | Edge of Tomorrow                    |                                           |
| 2014 | Sin City: A Dame to Kill For        |                                           |
| 2015 | Entourage                           | Pós- produção                             |

| Ano     | Título                              | Papel                   | Obs.                                                  |
| ------- | ----------------------------------- | ----------------------- | ----------------------------------------------------- |
| 1990    | Carol & Company                     | Personagens de esquetes |                                                       |
| 1992–98 | The Larry Sanders Show              | Jerry Capen             | 15 episódios                                          |
| 1993    | Seinfeld                            | Michael Barth           | 3 episódios                                           |
| 1993    | 12:01                               | Howard Richter          | Filme para a TV                                       |
| 1995    | Chicago Hope                        | Godfrey Nabbott         | 2 episódios                                           |
| 1995    | Pride & Joy                         | Nathan Green            |                                                       |
| 1995–98 | Ellen                               | Spence Kovak            | 72 episódios                                          |
| 1997    | The Drew Carey Show                 | Spence Kovak            | 1 episódio                                            |
| 1997    | Grace Under Fire                    | Spence Kovak            | 1 episódio                                            |
| 1997    | Coach                               | Spence Kovak            | 1 episódio                                            |
| 1997    | Duckman                             | Victor DeMann           | Voz, 1 episódio                                       |
| 1997    | Don King: Only in America           | Hank Schwartz           | Filme para a TV                                       |
| 1998–99 | Cupid                               | Trevor Hale/Cupido      | 15 episódios Produtor                                 |
| 2000    | Will & Grace                        | Nicholas                | 1 episódio                                            |
| 2000    | Buzz Lightyear of Star Command      | Brain Pod #57           | Voz, 1 episódio                                       |
| 2002    | Rugrats                             | Vozes adicionais        | 1 episódio                                            |
| 2002    | The Twilight Zone                   | Tyler Ward              | 2 episódios                                           |
| 2003    | Spider-Man: The New Animated Series | Roland Gaines           | Voz, 2 episódio                                       |
| 2004–05 | Justice League Unlimited            | Elongated Man           | Voz, 3 episódio                                       |
| 2004–11 | Entourage                           | Ari Gold                | Elenco principal, vencu três Emmys e um Globo de Ouro |
| 2007    | Saturday Night Live                 | Convidado               | Episódio: "Jeremy Piven/AFI"                          |
| 2009    | WWE Raw                             | Convidado               | Episódio: "3 de Agosto de 2009"                       |
| 2013–16 | Mr Selfridge                        | Harry Gordon Selfridge  | 20 episódios                                          |